# Kovski Vrh
Kovski Vrh este o localitate din comuna Škofja Loka, Slovenia, cu o populație de 28 de locuitori.